# 双江街道 (江口县)
双江街道，是中华人民共和国贵州省铜仁市江口县下辖的一个街道办事处。
2013年12月9日，贵州省人民政府批复同意撤销双江镇建制，以原双江镇双月社区、龙井社区、磨湾村、城郊村、镇江村、兴隆村、槐丰村等7个村（社区）和齐心村王家山片区地域为双江街道行政区域，街道办事处驻磨湾村。

## 行政区划
双江街道下辖以下地区：
龙井社区、双月社区、城郊村、磨湾村、镇江村、齐心村、兴隆村和槐枫村。